# The Depths
The Depths è un singolo del gruppo musicale statunitense Of Mice & Men, estratto dalla riedizione del loro secondo album in studio The Flood e pubblicato il 15 giugno 2012.
Una sua versione dal vivo, estratta dall'album Live at Brixton, è stata pubblicata digitalmente nel 2016.

## Video musicale
Il video del brano, diretto da Sitcom Soldiers, è stato pubblicato il 20 dicembre 2012 ed è stato girato nel Regno Unito durante il tour della band in Europa.
Il video per la versione dal vivo alla Brixton Academy di Londra è stato pubblicato il 21 aprile 2016.

## Tracce
Testi e musiche di Austin Carlile e Alan Ashby.
Versione standard
1. The Depths – 3:46

Versione dal vivo
1. The Depths (Live) – 3:58